# 勒布朗制碱法
勒布朗制碱法（英語：Leblanc Process）是由法国化学家尼古拉·勒布朗在1791年所发明的工业合成碳酸钠（蘇打、純鹼、洗滌鹼）的方法。该方法随着氨碱法的出现和发展而逐渐过时被淘汰。

## 反應方程式

勒布朗製鹼法反應過程（綠色：反應物，黑色：中間產物：紅色：終產物）

勒布朗製鹼法中，第一步是將氯化鈉與硫酸加熱以製備硫酸鈉，過程中並產生氯化氫氣體：
2 NaCl + H2SO4 → Na2SO4 + 2 HCl
此反應是於1772年由瑞典化學家Carl Wilhelm Scheele發現。
勒布朗主要貢獻在於第二步：將硫酸鈉與石灰石顆粒（成分為碳酸鈣）、黑炭混和加熱。細部反應是可分為如下兩步驟：
Na2SO4 + 2 C → Na2S + 2 CO2
Na2S + CaCO3 → Na2CO3 + CaS
將反應產生的灰燼透過水洗滌，將碳酸鈉分離出來。然後再將水蒸發以得到碳酸鈉粉末。

## 外部連結
- T. Howard Deighton. The struggle for supremacy : being a series of chapters in the history of the leblanc alkali industry in Great Britain: 32:Wealth from Waste （页面存档备份，存于） "...this abominable refuse tipped by millions of tons upon the banks of the .. Tyne"